# Modelo de Requisitos para Sistemas Informatizados de Gestão Arquivística de Documentos
O Modelo de Requisitos para Sistemas Informatizados de Gestão Arquivística de Documentos - e-ARQ Brasil é a especificação brasileira publicada pelo Conselho Nacional de Arquivos, abrangendo todas as atividades e operações técnicas da gestão arquivística de documentos desde a produção, tramitação, utilização e arquivamento até a sua destinação final. Todas essas atividades poderão ser desempenhadas pelo SIGAD, o qual, tendo sido desenvolvido em conformidade com os requisitos aqui apresentados, conferirá credibilidade à produção e à manutenção de documentos arquivísticos.